# Campeonato Gaúcho de Futebol de 1963 - Série A
O Campeonato Gaúcho de Futebol de 1963, foi a 43ª edição da competição no Estado do Rio Grande do Sul. O campeonato teve seu início em 9 de junho e término em 15 de dezembro de 1963. A fórmula foi de turno e returno, pontos corridos. O campeão deste ano foi o Grêmio.

## Regulamento
As doze equipes se enfrentam em turno e returno. O clube com mais pontos é declarado o campeão e representará o Rio Grande do Sul na Taça Brasil 1964. O primeiro critério de desempate é saldo de gols. O último colocado enfrenta o campeão da Divisão de Acesso para definir o último integrante do Campeonato Gaúcho - Divisão Especial 1964. Este confronto é conhecido como Torneio da Morte.

## Participantes
| - Aimoré (São Leopoldo)3ª - Brasil (Pelotas)13ª - Cruzeiro (Porto Alegre)4ª - Farroupilha (Pelotas)7ª - Caxias (Caxias do Sul)3ª* - Novo Hamburgo** (Novo Hamburgo)20ª | - Grêmio (Porto Alegre)21ª - Guarany (Bagé)13ª - Internacional (Porto Alegre)19ª - Juventude (Caxias do Sul)5ª - Pelotas (Pelotas)11ª - Rio Grande (Rio Grande)4ª |

* O Caxias disputou a competição com o nome Flamengo.

** O Novo Hamburgo disputou a competição com o nome Floriano.

## Classificação Final
| 1º Grêmio 39 2º Internacional 31 3º Brasil 26 4º Aimoré 24 5º Rio Grande 22 6º Novo Hamburgo 21 | 7º Farroupilha 20 8º Cruzeiro 19 9º Caxias 19 10º Juventude 15 11º Guarany 14 12º Pelotas 13 |

## Campeão
| Campeonato Gaúcho de Futebol 1963             |
| --------------------------------------------- |
| Grêmio Foot-Ball Porto Alegrense (14º título) |

## Artilheiro
- Marino (Grêmio) 18 gols

## Segunda Divisão
Campeão:São José
2º Lugar:Rio Grandense